# Bagdad Café
Bagdad Café  (Out of Rosenheim) è un film del 1987 diretto da Percy Adlon, che ha ottenuto numerosi premi cinematografici.

## Trama
La turista tedesca Jasmin, dopo una lite col marito avvenuta durante una sosta in auto nel Deserto del Mojave, prende la sua valigia, scende dall'auto e s'incammina sulla strada polverosa che la condurrà verso il Bagdad Café, motel-distributore-bar gestito da Brenda, un locale piuttosto malmesso. Brenda, afroamericana dalla forte personalità, ha cacciato di casa il marito dopo una lite.
Il locale è frequentato da personaggi pittoreschi, tra cui Rudi, ex pittore di sets hollywoodiani, e Debby, artista del tatuaggio glamour-gothic, con un sottofondo melodico di Johann Sebastian Bach suonato al pianoforte da Sal Jr., figlio di Brenda. Grazie alla sua pazienza e all'empatia con chiunque incontri al caffè, aiutata inoltre da un amore per la pulizia e dall'esecuzione di giochi di prestigio, Jasmin trasforma a poco a poco il locale e tutte le persone che ne fanno parte.

## Colonna sonora
Per la colonna sonora del film è stato composto il brano Calling You, cantato da Jevetta Steele. Del brano esistono cover cantate da Tracy Chapman, Jeff Buckley, Scarlett Johansson, George Michael, Jeff Buckley, Céline Dion, Paul Young, George Benson, Giorgia , Barbra Streisand e Lara Fabian.

## Riconoscimenti
- Bavarian Film Awards per la migliore sceneggiatura (1988)
- Ernst Lubitsch Awards per la miglior regia (1988)
- German Film Awards per la migliore attrice e il miglior lungometraggio (1988)
- Seattle International Film Festival per il miglior film (1988)
- Casting Society of America per il miglior casting (1989)
- Premi César 1989 per il miglior film straniero e per il miglior film dell'Unione europea
- French Syndicate of Cinema Critics per il miglior film straniero (ex aequo con The Dead - Gente di Dublino) (1989)
- Guild of German Art House Cinemas per il miglior film tedesco (1989)
- Guldbagge Awards per il miglior film straniero (1989)
- Premio Robert per il miglior film straniero (1989)
- Amanda Awards per il miglior film straniero (1989)